# Perugia (stad)
Perugia is de hoofdstad van de regio Umbrië in centraal Italië, dicht bij de rivier de Tiber. De stad ligt ten zuidoosten van Florence en ten noorden van Rome, ongeveer tussen deze twee steden in, en is de hoofdstad van de provincie Perugia. Op 1 januari 2013 had de stad 162.986 inwoners.
Aan Perugia ontleende de bekende schilder Perugino (Pietro Vannucci), die hier woonde en werkte, zijn bijnaam. Een andere bekende schilder, Pinturicchio, woonde ook in Perugia.

## Geschiedenis
Perugia wordt voor het eerst genoemd onder de naam Perusia als een van de twaalf steden van de statenbond van Etrurië, in het verslag van de oorlog van 310 v.Chr. of 309 v.Chr. tussen de Etrusken en de Romeinen. Net als de meeste andere Etruskische steden is Perugia gebouwd als een arendsnest boven op een steile heuvel. Na de genoemde oorlog kwam de stad in het bezit van Rome. De stad speelde een belangrijke rol in de opstand van 295 v.Chr., en werd met Vulsinii en Arretium (Arezzo) overwonnen, waarop zij het jaar erop vrede sloot.
In 216 v.Chr. en 205 v.Chr. assisteerde Perugia Rome tijdens de oorlogen tegen Hannibal. Daarna werd zij niet meer genoemd tot 41-40 v.Chr., toen Lucius Antonius er zijn toevlucht zocht, en de stad door Octavianus overwonnen werd na een lange belegering. Enkele loden kogels, die destijds werden gebruikt met slingers, zijn in en rond de stad gevonden. (Corpus inscr. lat. xi. 1212). Volgens de overlevering brandde de stad af, met uitzondering van enkele tempels. Perugia moet vrijwel meteen zijn herbouwd, maar werd pas rond 251-253 n. Chr. een kolonie.
In 592 werd Perugia een hertogdom van de Longobarden. In zijn talrijke conflicten met naburige steden koos Perugia meestal de zijde van de Welfen. In 1186 werd Perugia door keizer en paus zelfstandigheid verleend. Daarna bereikte de stad haar hoogste bloei, vooral in de veertiende eeuw. In 1308 werd de universiteit van Perugia opgericht. Een periode van bloedige oorlogen en burgerstrijd volgde. In 1416 veroverde Braccio Fortebraccio de stad. Later volgde een interne machtstrijd tussen de families Oddi en Baglioni.
In 1540 werd de stad na provocaties veroverd door paus Paulus III, die er een machtige burcht liet bouwen, naar hem Rocca Paolina genoemd, om de Perugianen eronder te houden. Dat lukte, zo'n driehonderd jaar lang, tot in 1849 in het spoor van de Europese revolutie van 1848 de pauselijke regering werd verdreven. De gehate Rocca Paolina werd afgebroken.
Bij diverse gelegenheden vonden pausen asiel binnen de muren van Perugia, en er werden bij verschillende conclaven pausen verkozen, waaronder paus Honorius II (1124) en paus Honorius IV (1285).
In 1797 werd Perugia door de Fransen bezet; in 1832, 1838 en 1854 leed de stad onder aardbevingen. In mei 1849 werd de stad door de Oostenrijkers ingelijfd en, na een verloren opstand in 1859, werd zij uiteindelijk in 1860, samen met de rest van Umbrië, verenigd met Piëmont.

## Frazioni
Bagnaia, Bosco, Casaglia, Capanne, Casa del Diavolo, Castel del Piano, Cenerente, Civitella Benazzone, Civitella d'Arna, Collestrada, Colle Umberto I, Cordigliano, Colombella, Farneto, Fontignano, Fratticiola Selvatica, La Bruna, Lacugnano, Lidarno, Migiana di Monte Tezio, Monte Bagnolo, Montelaguardia, Monte Petriolo, Mugnano, Parlesca, Pianello, Piccione, Pila, Pilonico Materno, Poggio delle Corti, Ponte Della Pietra, Ponte Felcino, Ponte Pattoli, Ponte San Giovanni, Ponte Rio, Ponte Valleceppi, Pretola, Ramazzano-Le Pulci, Rancolfo, Ripa, Resina, San Fortunato della Collina, San Giovanni del Pantano, Santa Maria Rossa, San Marco, San Martino dei Colli, San Martino in Campo, San Martino in Colle, San Sisto, Sant'Andrea d'Agliano, Sant'Andrea delle Fratte, Sant'Egidio, Sant'Enea, Sant'Orfeto, Solfagnano, Villa Pitignano.

## Cultuur

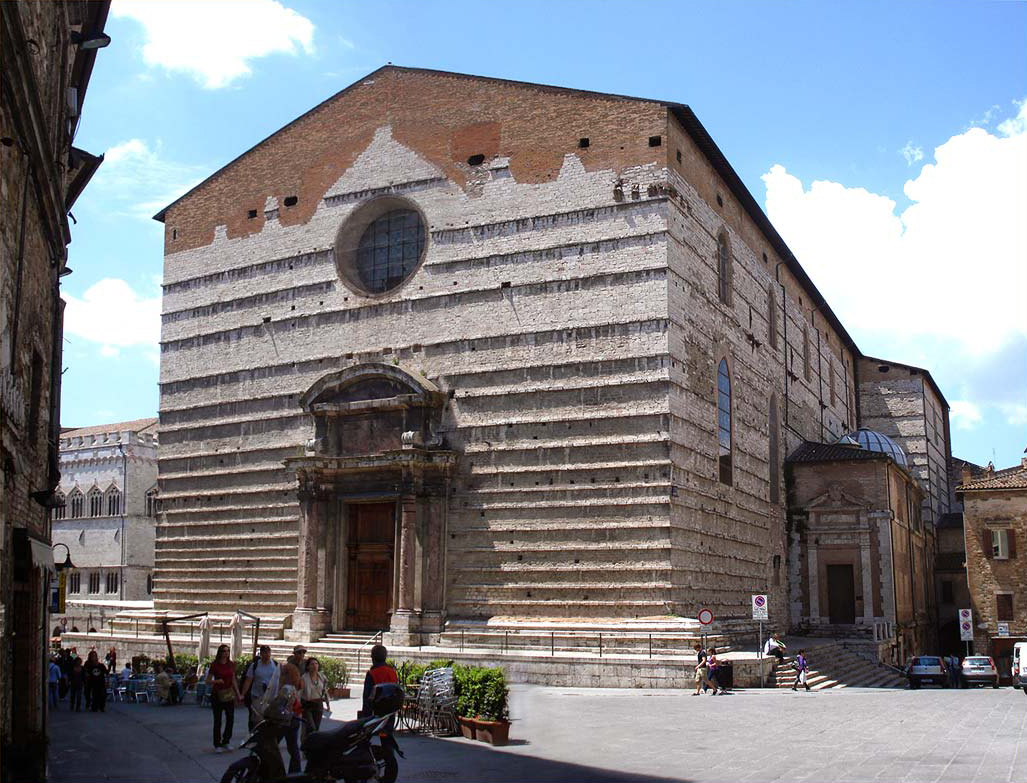
Duomo van Perugia

### Bezienswaardigheden

#### Etruskisch
- Porta Augusta, een Etruskische poort met Romeinse elementen
- Etruskische muren
- Ipogeo dei Volumni (Hypogeum van de familie Volumnus), een Etruskische grafkamer (2e eeuw v.Chr.)

#### Kerken
- Tempio van Sant'Angelo (cirkelvormig paleochristelijk heiligdom, begonnen in de 5e eeuw)
- Kerk van San Francesco al Prato (vlak naast het oratorio van San Bernardino, 13e eeuw)
- Basilica van San Domenico (1304-1632) (hallenkerk met gebeeldhouwde altaarwand van Agostino di Duccio)
- Duomo (kathedraal) van San Lorenzo (1345-1490, hallenkerk)
- Oratorio van San Bernardino (Renaissance, met polychrome façade van Agostino di Duccio, 1457-1461)
- Kapel van San Severo (met een fresco van Raffael en Perugino)
- Basilica van San Pietro (met belangwekkende koorbanken en een sacristie met werken van onder meer Perugino en Caravaggio, einde 16e eeuw)
- Kerk van San Filippo Neri (barok, 1626-1663)

#### Burgerlijke monumenten

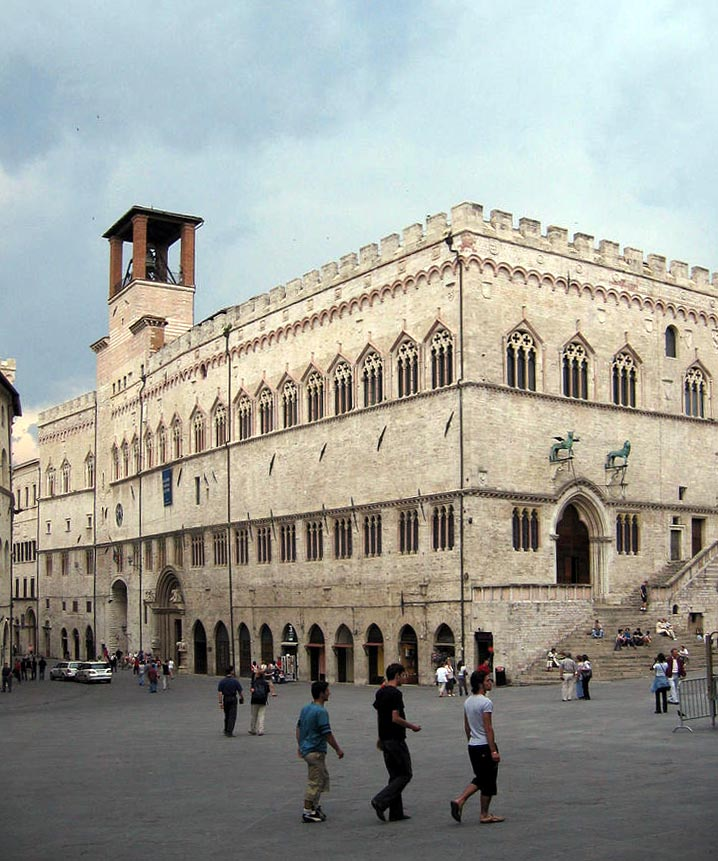
Palazzo dei Priori

Onder de voormalige vesting Rocca Paolina is nog steeds een stelsel van overdekte middeleeuwse straten te vinden, waar door de Perugianen druk gebruik van wordt gemaakt. Op de plaats van de burcht vindt men nu een parkje met prachtig uitzicht en enkele monumentale overheidsgebouwen.
- Palazzo dei Priori (gotisch stadhuis, eind 13e eeuw) met het Collegio del Cambio (fresco's van Perugino) en de Sala dei Notari
- Fontana Maggiore, een fontein die een van de belangrijkste beeldhouwwerken uit de middeleeuwen is
- Palazzo del Capitano del Popolo (1472-1481)
- Rocca Paolina, een fort uit de renaissance
- Palazzo Gallenga Stuart (of Palazzo Antinori) (18e eeuw) huisvest de Università per stranieri di Perugia

#### Musea
- Museo Archeologico Nazionale dell'Umbria (in het voormalige klooster van San Domenico), met de Etruskische Cippo di Perugia als meest belangwekkende stuk
- Galleria Nazionale del'Umbria, de nationale galerij van Perugia (in de Palazzo dei Priori), met onder meer de Polyptiek van Sant'Antonio van Piero della Francesca
- Museo dell'Opera del Duomo (of Museo Capitolare di San Lorenzo), met onder meer het Retabel van Sant'Onofrio van Luca Signorelli

#### Verdere bezienswaardigheden
- Middeleeuws aquaduct
- De Tribunali
- Piazza Matteotti
- Teatro Comunale Morlacchi
- Kerk van Sant' Agata
- Kerk van Sant' Ercolano
- Kerk van S. Giuliana
- Kerk van S. Matteo in Campo Orto
- Kerk van SS. Stefano e Valentino

### Sport
Perugia Calcio is de professionele voetbalploeg van Perugia en speelt in het Stadio Renato Curi. Perugia Calcio was actief op het hoogste Italiaanse niveau de Serie A.

## Verkeer en vervoer

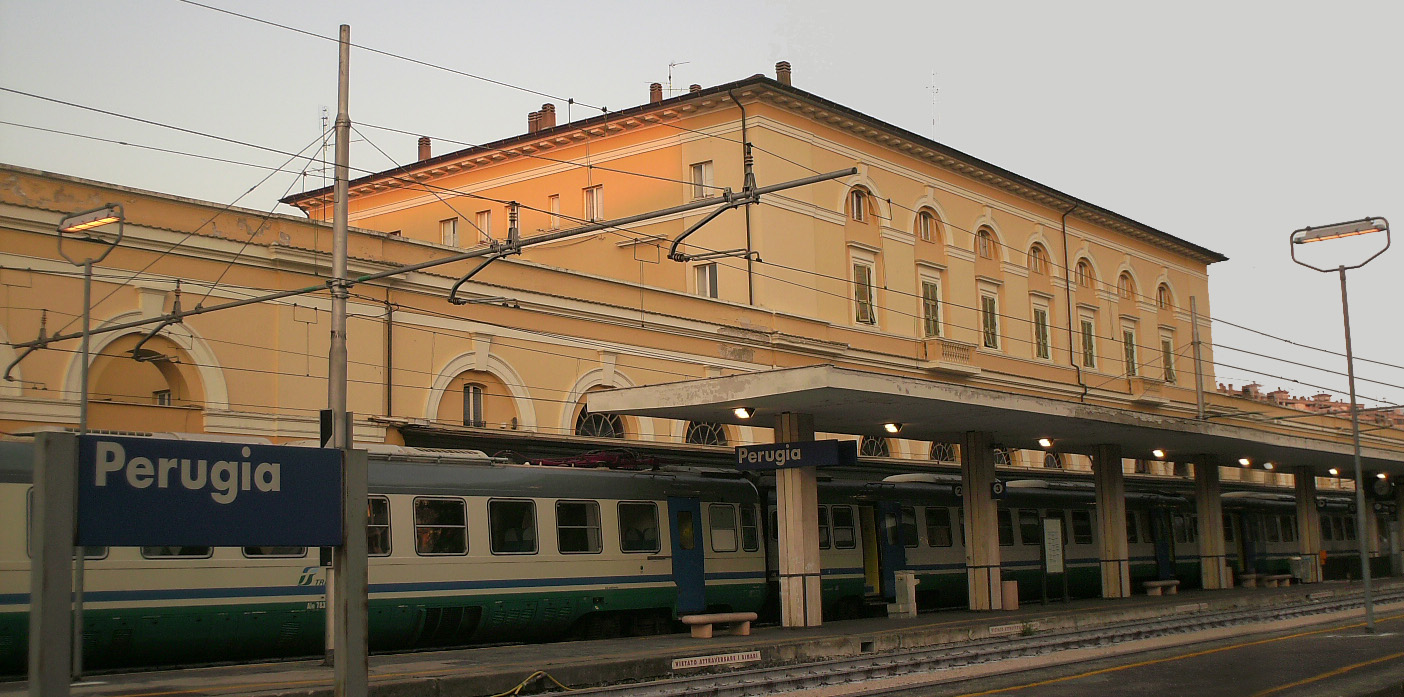
Station Perugia

Perugia is bereikbaar via de E45. Perugia beschikt over een luchthaven, Luchthaven Perugia San Egidio vlak bij de frazione Ripa. Er zijn ook diverse treinstations in Perugia, waaronder hoofdstation Perugia op de spoorlijn Foligno-Terontola. Daarnaast beschikt de lokale spoormaatschappij Ferrovia Centrale Umbra een eigen kopstation dicht bij het stadscentrum, station Perugia Sant’Anna. Perugia beschikt over een minimetro die onder meer het station in de benedenstad verbindt met het hoger gelegen oude stadscentrum. Deze minimetro sluit aan op een grote parkeergarage aan. Het centrum van de stad is grotendeels voetgangersgebied en heeft nauwelijks parkeerplaatsen.

## Onderwijs
Perugia kent diverse opleidingsinstituten:
- Universiteit van Perugia
- Università per Stranieri di Perugia
- Kunstacademie Pietro Vannucci
- Conservatorium

## Stedenbanden
Perugia is in jumelage met de steden:
- Aix-en-Provence (Frankrijk), sinds 1970
- Bratislava (Slowakije), sinds 1962
- Grand Rapids (Verenigde Staten)
- Potsdam (Duitsland), sinds 1990
- Seattle (Verenigde Staten)
- Tübingen (Duitsland), sinds 1984

## Geboren

### Schilders en geleerden
- Bernardino Pinturicchio (ca. 1454-1513), kunstschilder
- Placidus de Titus (1603-1668), monnik, hoogleraar wiskunde en astroloog
- Lione Pascoli (1674-1744), econoom, advocaat, schrijver en fervent kunstverzamelaar
- Gerardo Dottori (1884-1977), kunstschilder (futurisme)

### Voetballers
- Fabrizio Ravanelli (1968), voetballer
- Marcello Castellini (1973), voetballer
- Cristiano Lupatelli (1978), voetballer
- Stefano Okaka Chuka (1989), voetballer

## Galerij

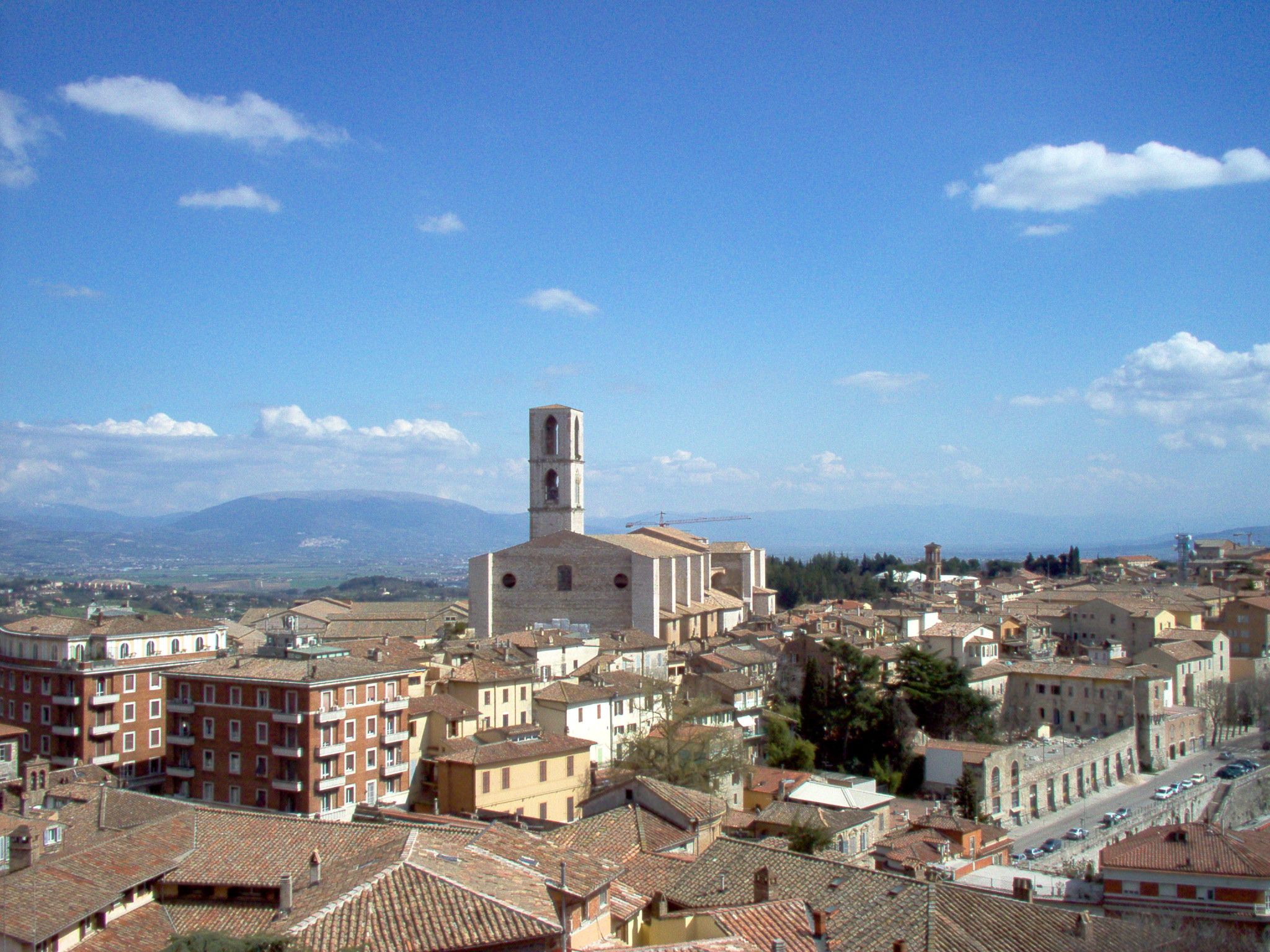
Uitzicht op Perugia
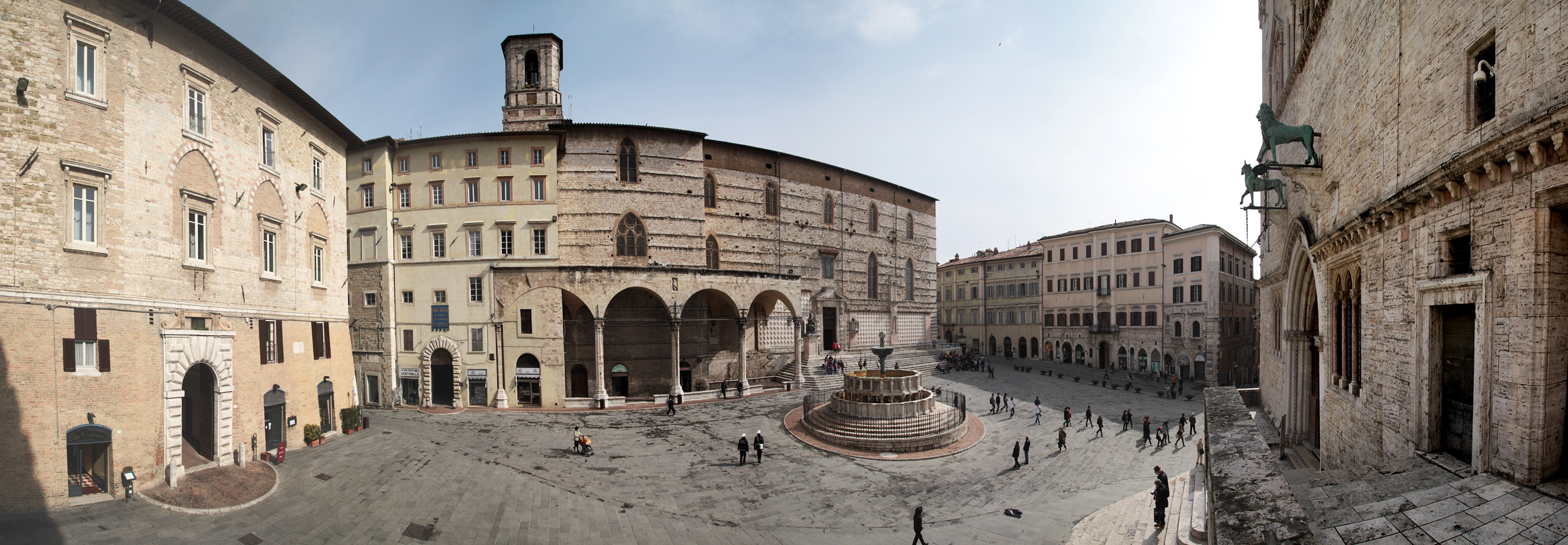
Panorama